# 愛媛大学
愛媛大学（えひめだいがく、英語: Ehime University）は、愛媛県松山市道後樋又10番13号に本部を置く日本の国立大学。1949年創立、1949年大学設置。大学の略称は愛大（あいだい）もしくはEU。

国立学校設置法公布により1949年5月31日に新制国立大学68校とともに設置された。四国最大の約1万人の学生が通う新制総合5大学の一校であり学問領域の広さと市街地への立地を特徴とする。日本で唯一複数の私立大学と主要キャンパスが隣接する国立大学であり、四国最大の私立大学松山大学（松山短期大学）、人間環境大学と道路を挟み校地が接している。

## 概観

### 大学全体
1949年に愛媛県内の旧制高等学校・旧制専門学校を母体として成立した。旧制大学を母体とせず戦後各県に新設された地方国立大学の大半は規模拡大を実質的に認めなかった文部省、大蔵省の政策により総合大学化が叶わず複合大学に留まり、新設大学のうち平成3年の大学設置に対する規制緩和（大学設置基準の大綱化）までに総合大学化した大学は愛媛大学を含む5校のみである（新制総合5大学）。
法文学部・教育学部・社会共創学部・理学部・医学部・工学部・農学部の7学部、6研究科、2学環を擁する。家政学、獣医学、歯学薬学などの設置はないものの一般的な社会科学（経済、経営、法、政策等）、人文科学（文学、外国語、哲学、教育学、心理学等）、自然科学（医学、理学、工学、農学等）を欠けなく揃え地方国立大学には設置が限られる観光、考古学、建築学、海洋から宇宙を含む地学、水畜産学に至るまでほぼ全ての学問分野を網羅する。
松山市の中心市街に所在し城北キャンパスから県下最大の商店街（大街道）まで1.0kmと日本で最も県庁所在地の中心業務地区(CBD)に近い地方国立大学の一つであるが、キャンパス北側には農地も見られる。愛媛縣護國神社に隣接し松山城山ロープウェイ乗り場まで500m、道後温泉街まで1.3kmと周辺に観光地も多い。
大学本部を置く城北キャンパスは旧日本陸軍の歩兵第22連隊の練兵場の跡地に戦後新制愛媛大学の教育学部を設置、その後附属学校の持田地区への移転などにより校地を拡張し、他の学部が移入、設置され農学部、医学部を除く全学部が集まる。松山大学・松山短期大学や人間環境大学松山道後キャンパス、愛媛県立松山北高等学校と隣接し周辺は文教地区となっている。大学正門前には松山赤十字病院があり、大学敷地の外周は伊予鉄道市内電車の路線に接している。附属学校（持田キャンパス）、農学部（樽味キャンパス）は城北キャンパスより数km圏内の松山市市街地に、新設された医学部（重信キャンパス）が市外（東温市）に置かれいずれも松山都市圏の人口集中地区（DID）内である。
過半数の学生が愛媛県外の出身であり3割の学生が中国地方、そのうち6割が広島県出身者であり瀬戸内海を挟んで対岸にある広島県出身者が多いが、愛媛県を除く四国出身の学生は全体の1割に満たない。また大学が全入学生に実施した調査によると全学生の半数が愛媛大学を第一志望とせず入学している。

### 教育理念・目標等
以下の理念を柱として、2004年度に「愛媛大学憲章」が定められている。
- 学生中心の大学
- 地域とともに輝く大学
- 世界とつながる大学

### 特徴

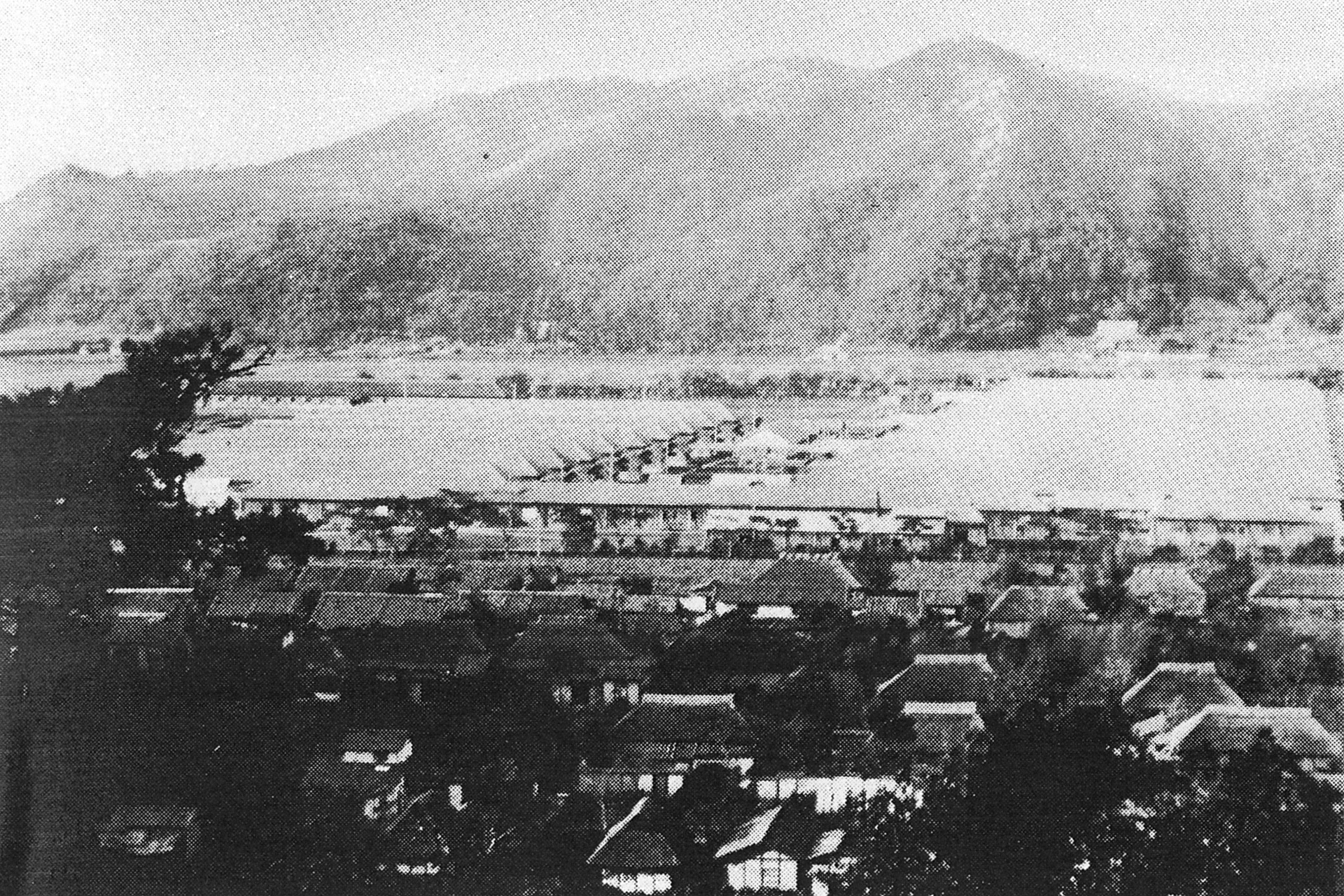
日露戦争時に捕虜収容所が設けられた旧陸軍城北練兵場。愛媛大学城北キャンパスはこの地に設けられた。

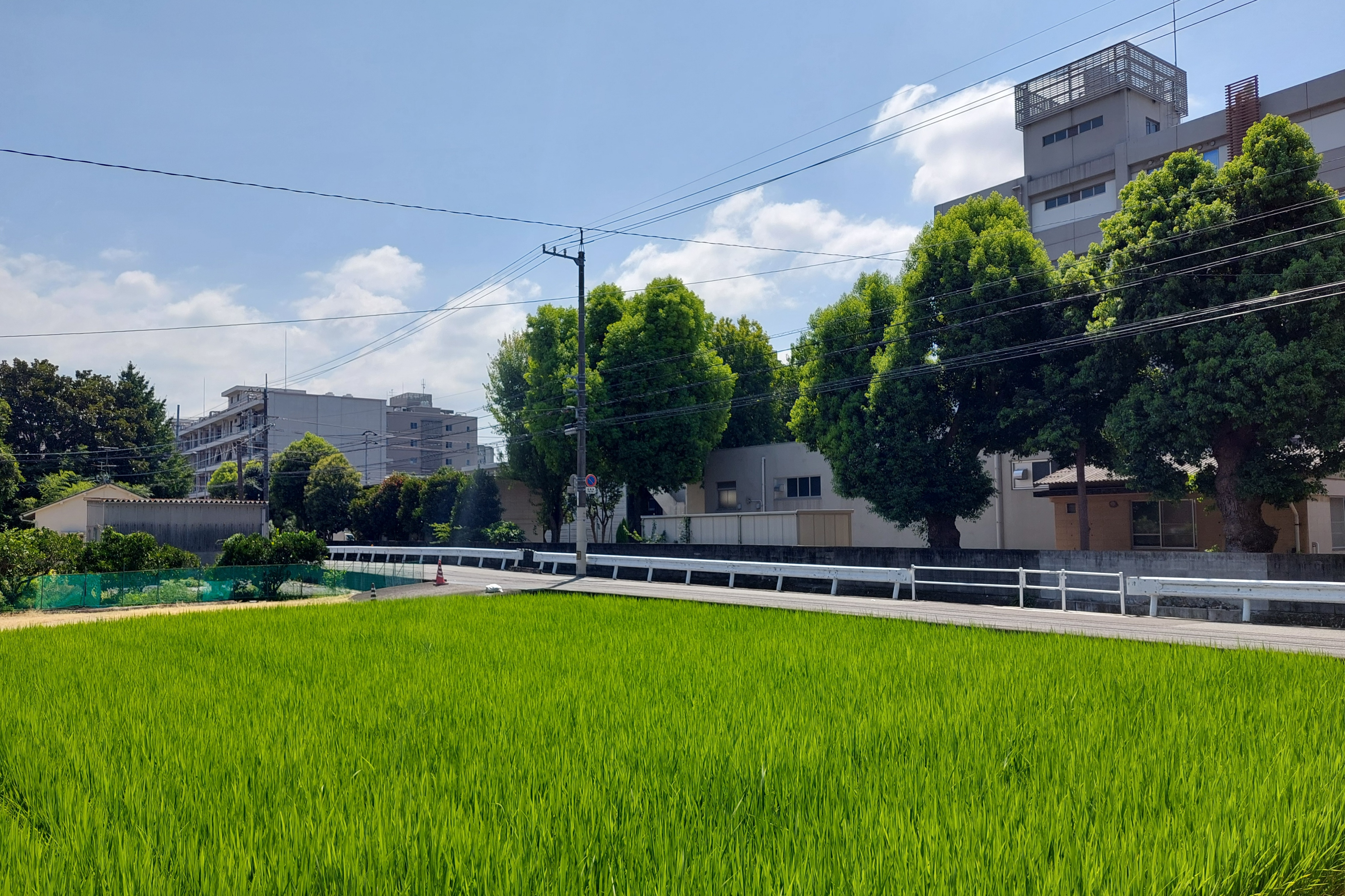
教育学部3号館（右）と理学部本館（左）。城北キャンパスの隣接地には現在もなお農地が点在している。

- 四国最大の都市松山の中心市街に本部を置き、市中心部まで徒歩圏内である。松山市内のキャンパスは農学部キャンパスを含めいずれも至近距離にある。発足時に分散したキャンパスは後に大学機能が城北地区に、附属学校は持田地区に整理され郊外移転も行われなかったためたこ足大学となっていない。但し各附属研究センター、附属演習林等は県内各地にあり松山市外を拠点とする学生も見られる。地方国立大学としては福井大学、富山大学、高知大学、鹿児島大学と愛媛大学が路面電車の電停を最寄り駅とし、正門より徒歩2分の伊予鉄道赤十字病院前電停からは5分間隔で、毎時上下12本の電車が運行されている。また伊予鉄バス「日赤前」バス停より松山空港行き路線バスが朝夕10分、日中30分間隔で、800m離れた「県民文化会館前」から松山空港、松山観光港行きリムジンバスがあり交通アクセスにも非常に恵まれている。松山市は「学生の街」と呼ばれるほど大学が中心市街地に近く大学周辺が中心市街の商圏に飲み込まれた結果、周辺の学校を含め2万人近い学生が集まる一方学生のみをターゲットとするいわゆる学生街が形成されず松山市の街中に学生が溢れる。[13]一人暮らし学生の居住地も一般市民の居住地と重なり一般向け民間アパート等への入居も多く見られる。
- 大正８年（1919年）年に四国で最初の旧制高等学校（かつ最初の高等教育機関）として設立された松山高等学校理科から新制愛媛大学文理学部を経て設置された理学部は四国の国立大学としては唯一である[14]。四国では松山高等学校に次いで1922年（大正11年）に高知高等学校（高知大学の母体）、1923年（大正12年）に高松高等商業学校（香川大学の母体）が設置された。各地に応用科学系の工学部、理工学部は設置をされているものの基礎科学系の理学部の設置は少数である。
- 法文学部に平日夜間と土曜午後をおもな授業時間帯として学ぶ夜間主コースが設置されている。法文学部は旧制松山高校に端を発する純然たる人文学カリキュラムを持ち、後に社会科学系課程（法律学、政治学、経済学など）を設置、拡充した。そのため社会科学系領域は戦前からの歴史を持ち単独の学部を有する近隣大学と比較し規模が小さく、経済学系教員[15]は愛媛大学（社会共創学部を含み、農学部を含まない）7人[16]、松山大学16人[17]、香川大学13人[18]、経営学商学系[19]は愛媛大学（同）5人[16]、松山大学10人[20]、香川大学6人[18]となっている（2023年）。2016年の改組により経営学・商学分野の一部は法部学部から社会共創学部に移管された。
- 国立大学の附属高校は一般に教員の養成と研修、学校教育の実践研究などの目的で設置され教育学部傘下にある事例が多いが農学部附属農業高等学校を母体とする愛媛大学附属高等学校は大学直下の組織であり、農学部キャンパス内に校舎を構える。四国で唯一の国立高等学校である。
- 愛媛大学教育学部は連携協定を結んでいる市町内の学校園、特に要請のある県内の学校園に対しボランティア学生を派遣する地域連携実習を実施している。2015年入学生までは教育学部に非教員養成課程（ゼロ免課程）の芸術系領域として芸術文化課程（音楽、絵画、陶芸、彫刻など）が設置されていたがゼロ免課程が廃された2016年改組により教員養成課程に統合され美術教育専攻、音楽教育専攻となった。[21]
- 水畜産学が中心で林学系がなく植物分野、農業経済分野が極少の広島大学生物生産学部、植物分野と農芸化学分野が大きく林学、農業工学、水産分野を持たない岡山大学農学部の様に地方大学の農学系学部は学問分野に専門性があることが多いが、愛媛大学は農学部が植物栽培だけでなく、畜産学、海洋科学、農芸化学、食品化学、醸造学、農業経済学、林学、環境工学など幅広い農学分野のほぼすべてをカバーする中四国で有数の規模を持つ[22]。日本の大学博物館として3番目の規模の約1400のタイプ標本を含む120万点の昆虫標本を保有する愛媛大学ミュージアム(EUMJ)の標本管理、収集を行う昆虫学[23]、千葉大学、大阪公立大学、明治大学などと並び学内に大規模な設備を持つ植物工場などが著名分野である。農学部を置く樽味地区は松山市の中心市街から2.5km程度の距離にあり利便性の高さも特徴である。[22]
- 医学部を除き戦前の母体学校の系譜上にある伝統的学部のみを構えていたが2016年に文理融合の新学問領域となる社会共創学部が設置された。

## 沿革

### 年表
- 1949年 - 旧制の松山高等学校・愛媛師範学校・愛媛青年師範学校・新居浜高等工業学校を母体とし、文理学部（持田地区）・教育学部（城北地区）・工学部（新居浜市）の3学部で新制大学として発足。
- 1950年（昭和25年） 昭和天皇の戦後巡幸。天皇が構内に展示した生物標本などを視察[24]。
- 1951年 - 愛媛師範学校附属中学校・小学校を愛媛大学教育学部附属中学校・小学校と改称。
- 1954年 - 愛媛県立松山農科大学を国に移管し、農学部を設置（現・樽味キャンパス）。
- 1956年 - 愛媛県立松山農科大学附属農業高等学校を移管し附属農業高等学校を設置
- 1961年 - 火災により事務局、学生部、教育学部管理棟延466坪および社会科教棟延309坪を焼失
- 1963年 - 工学部を新居浜市から松山市（城北地区）に移転、附属中学校を城北から持田地区へ移転[25]。
- 1969年 - 附属小学校を城北から持田地区へ移転。[26]
- 1967年 - 大学院工学研究科および大学院農学研究科を設置
- 1968年 - 文理学部を改組し、法文学部・理学部を設置
- 1972年 - 教育学部附属養護学校を設置（持田地区）
- 1973年 - 医学部を設置
- 1974年 - 重信キャンパス開設、医学部を重信キャンパスに移転。
- 1979年 - 法文学部に主として夜間に授業を行う「夜間主コース」が全国で初めて設置された。
- 1981年 - 重信キャンパス前に愛大医学部南口駅が開業。
- 1996年 - 教養部を廃止
- 2004年 - 法人化により国立大学法人愛媛大学となる。香川大学大学院香川大学・愛媛大学連合法務研究科（四国ロースクール）（専門職学位課程）を設置
- 2008年 - 農学部付属農業高校の発展的改組により附属高等学校設立
- 2009年 - 博物館愛媛大学ミュージアム開館
- 2016年 - 学部再編。教育学部と農学部を再編し「社会共創学部」を設置。法文学部を2学科から1学科3コース制に改組。

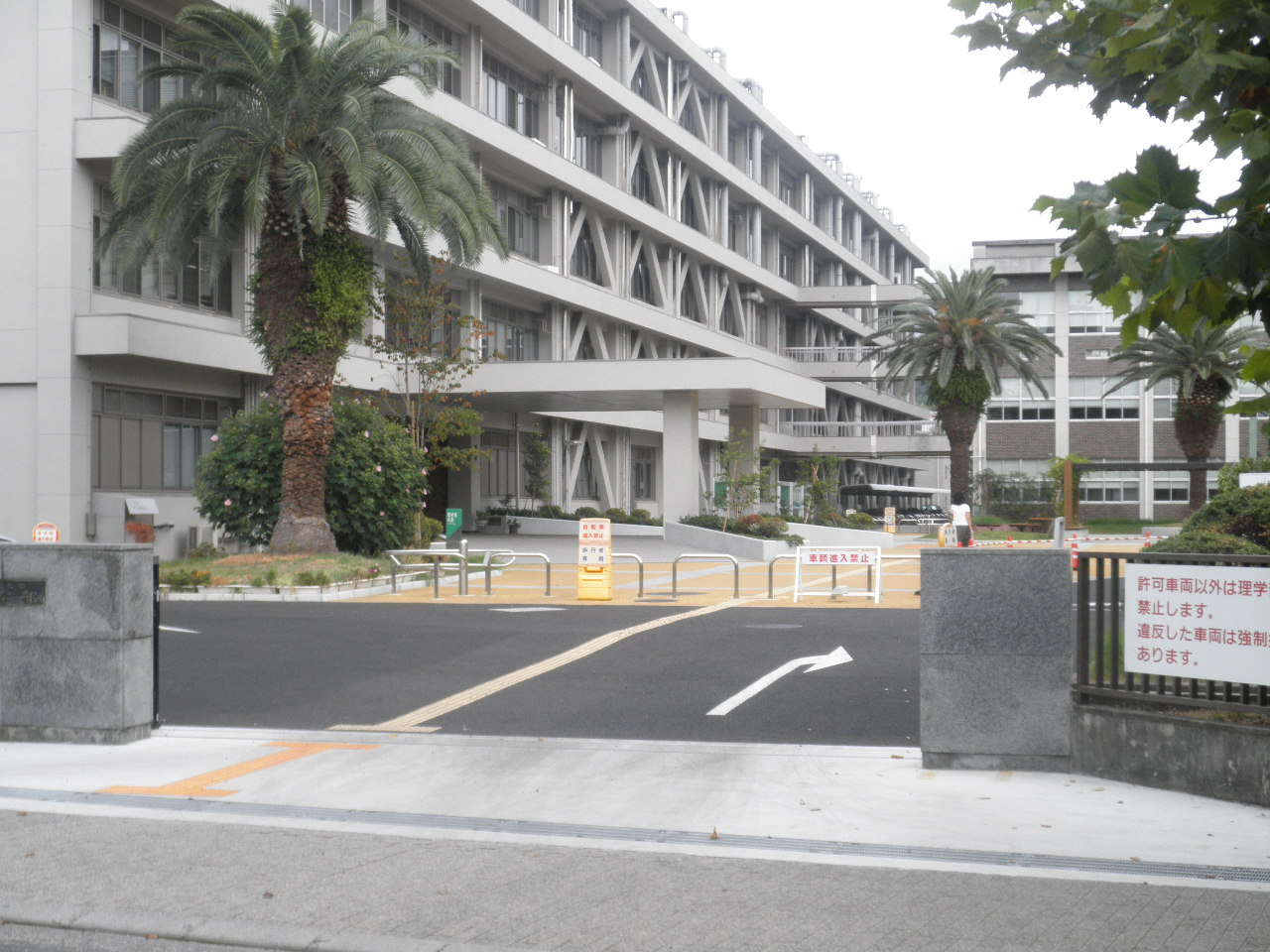
理学部本館

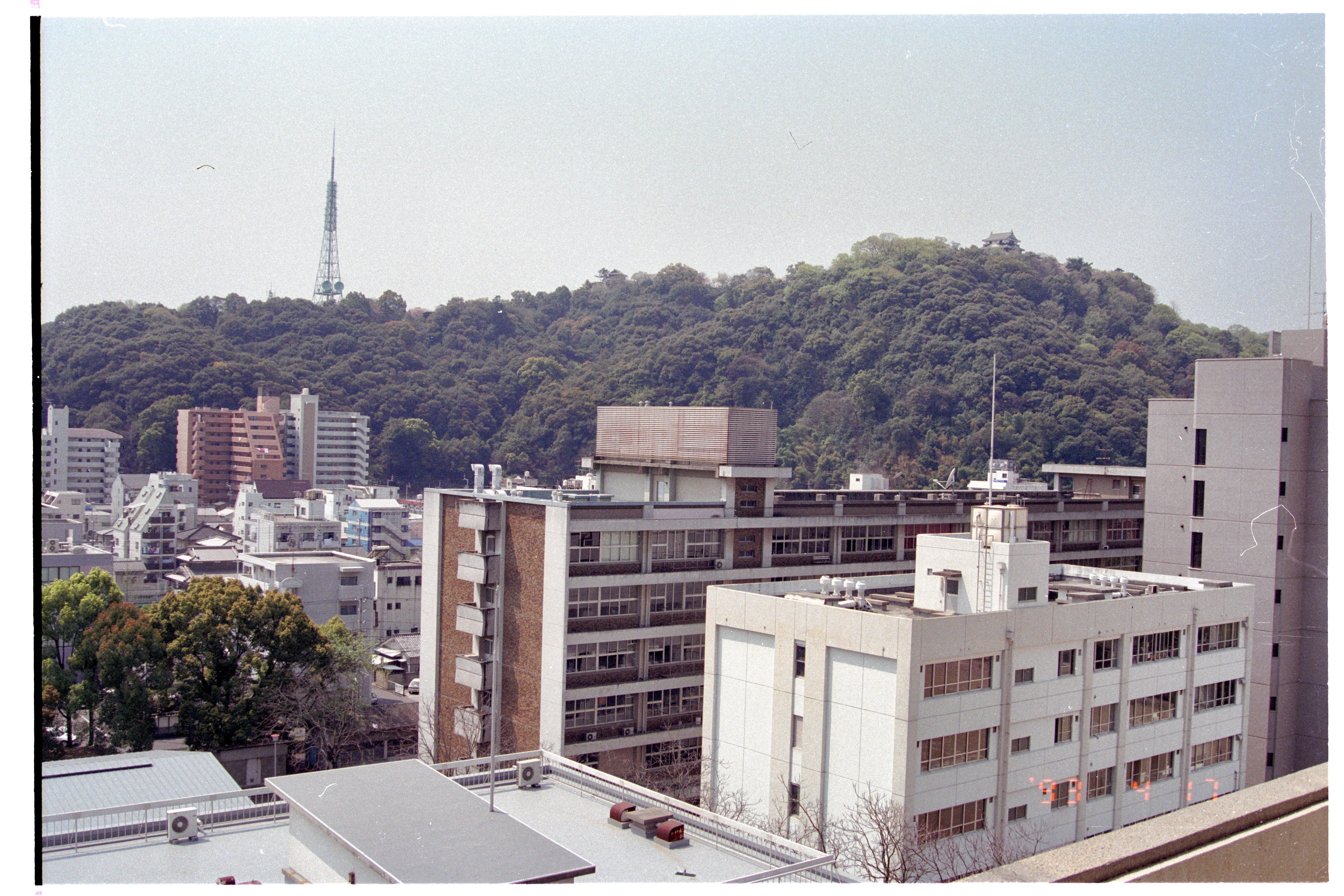
大学からの眺め

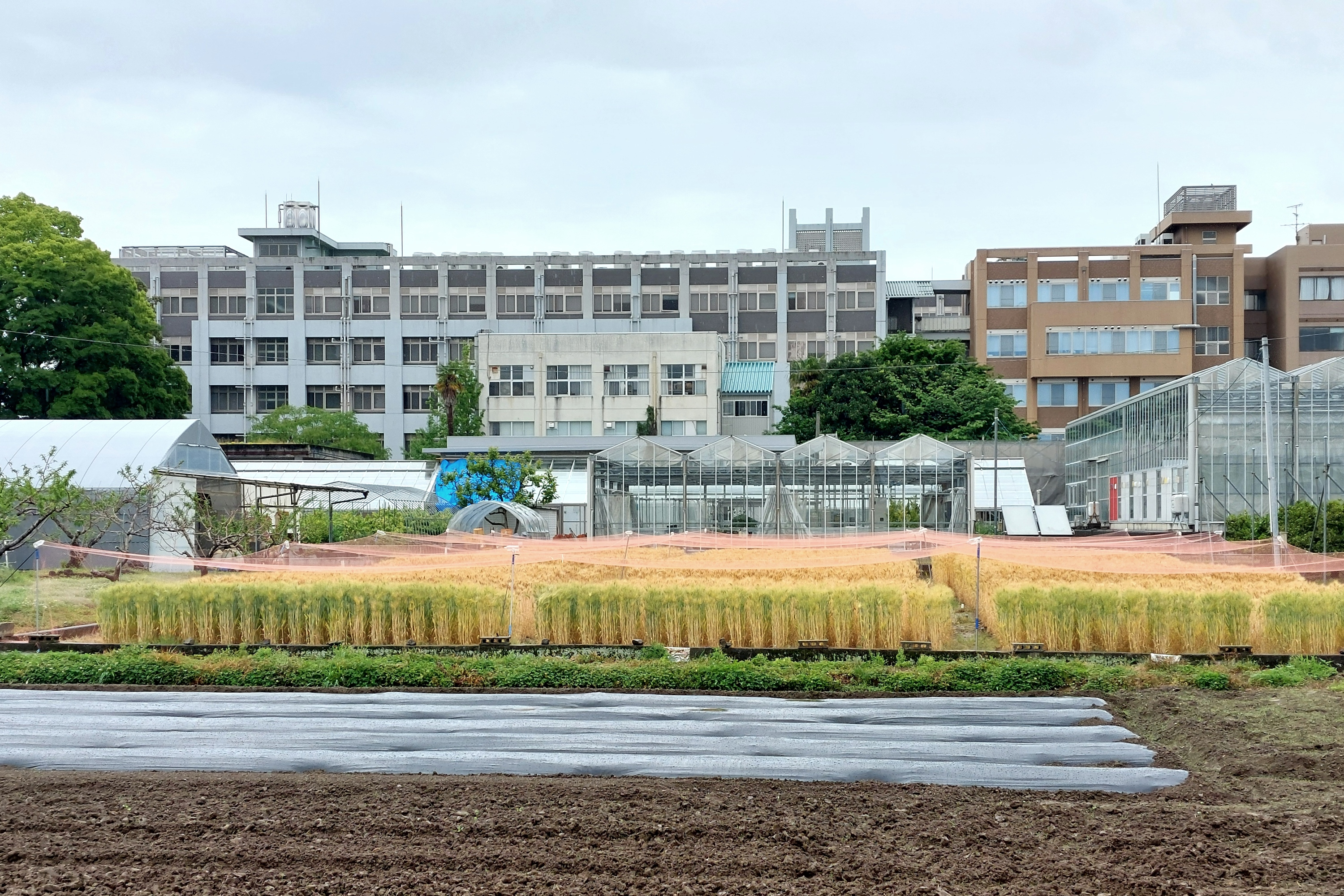
樽味キャンパス

## キャンパス
キャンパスは松山市中心部の城北（松山市文京町、北緯33度51分0.1秒 東経132度46分17.4秒）、樽味（同市樽味、北緯33度50分20.9秒 東経132度47分30.4秒）、持田（同市持田、北緯33度50分33.7秒 東経132度46分57.9秒）と松山市郊外東温市の重信（東温市志津川、北緯33度48分9.1秒 東経132度52分42.8秒）の4地区に分かれている。

### 城北キャンパス
- 愛媛県松山市道後樋又10-13／文京町3／2-5）
- 最寄駅：赤十字病院前から徒歩1分

- 共通教育（全学部の主に１、２年、教養課程）
- 法文学部
- 教育学部
- 社会共創学部
- 工学部
- 理学部

### 樽味キャンパス
- 愛媛県松山市樽味3-5-7／3-2-40
城北キャンパスから2.7km（自転車で15分）

- 農学部
- 愛媛大学附属高等学校

### 持田地区
- 愛媛県松山市持田町1-5-22
城北キャンパスから1.5km

- 愛媛大学付属幼稚園
- 愛媛大学付属小学校
- 愛媛大学付属中学校
- 愛媛大学付属特別支援学校

### 重信キャンパス
- 愛媛県東温市志津川454）

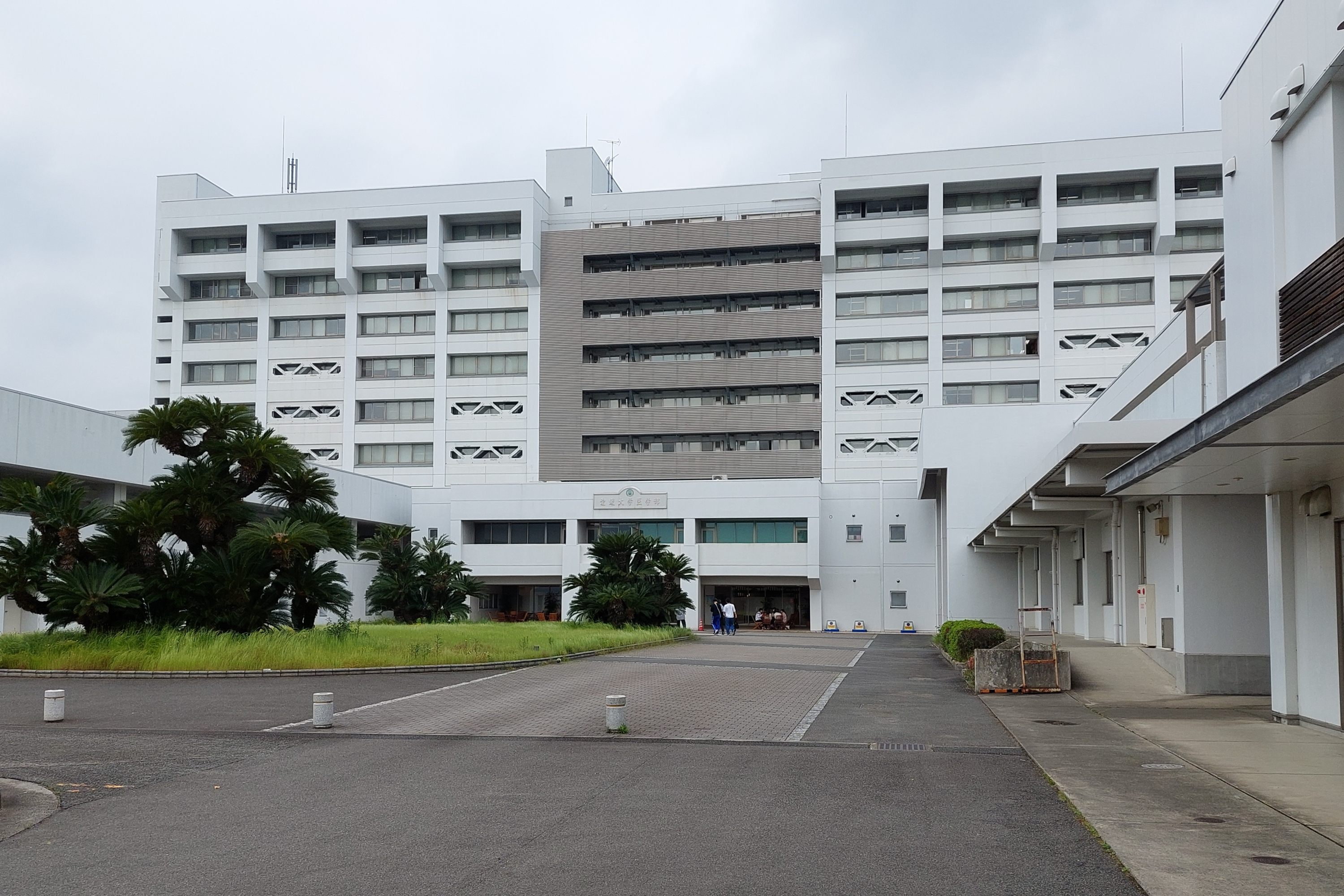
医学部本館

- 最寄駅：愛大医学部南口駅から徒歩1分 城北キャンパスから16.7km（鉄道で乗り換えを含め50分）

- 医学部
- 附属病院

### 学生寮
- 御幸学生宿舎（愛媛県松山市御幸）

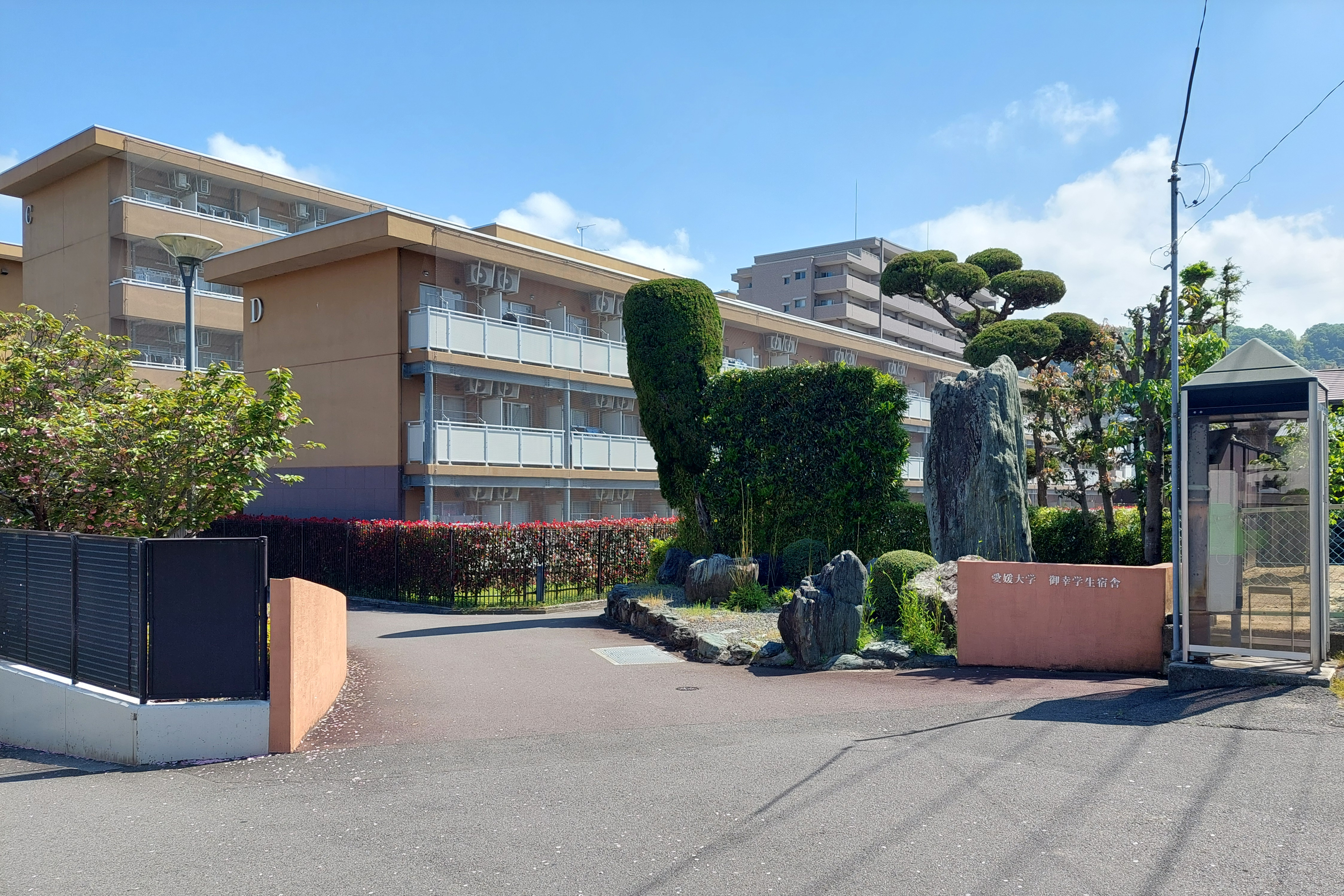
御幸学生宿舎

愛媛青年師範学校跡地に昭和40年代に建設された御幸寮を2012年に全室個人部屋に改築した。男子寮と女子寮があり、男子寮は5階建て、女子寮は3階建てである。
- 拓翠寮（2022年入学生より入寮募集停止）

樽味キャンパスにある農学部男子学生と男子留学生専用の学寮である。自治寮である。
- あいレジデンス（医学部学生・研修医宿舎）

平成24年4月に重信キャンパス内に新しく設置

## 象徴
- 学章は、「大学」の文字を松葉状の5本のラインで丸く囲み、下部に「EHIME」と配したもの[27]。ラインは前身5校を石鎚山の五葉松にたとえている。1989年4月1日制定。
- スクールカラーは、  濃い緑。Munsell Book of Color（マンセル色体系）の色番5G4/8が標準とされる。大学の持つ活力、愛媛の豊かな自然とともに、学章にも使用されている松の色を表す。
- 学旗は、スクールカラーの地色に学章を染め抜き、左下に縦書きで「愛媛大学」と添えたもの。
- マスコットは、「愛媛」の頭文字「E」と愛媛みかんをモチーフとした「えみか」である[27]。

## 教育および研究

### 学部
法文学部
授与学位：学士（法学・政策学、学術、人文学）
- 人文社会学科[注 1]
  - 法学・政策学履修コース（昼・夜間主コース）
  - グローバル・スタディーズ履修コース（昼間主コース）
  - 人文学履修コース（昼・夜間主コース）：

教育学部
授与学位：学士（教育学）
- 教育発達実践コース
  - 幼年教育サブコース
  - 小学校サブコース
  - 特別支援教育サブコース
- 初等中等教科コース
  - 言語社会教育サブコース
  - 科学教育サブコース
  - 生活健康・芸術教育サブコース

社会共創学部
授与学位：学士（社会共創学）
- 産業マネジメント学科
  - 産業マネジメントコース
  - 事業創造コース
- 産業イノベーション学科
  - 海洋生産科学コース
  - 紙産業コース
  - ものづくりコース
- 環境デザイン学科
  - 環境サステナビリティコース
  - 地域デザイン・防災コース
- 地域資源マネジメント学科
  - 農山漁村マネジメントコース
  - 文化資源マネジメントコース
  - スポーツ健康マネジメントコース

理学部
授与学位：学士（理学）
- 理学科
  - 数学・数理情報コース
  - 物理学コース
  - 化学コース
  - 生物学コース
  - 地学コース

医学部
授与学位：学士（医学、看護学）
- 医学科
- 看護学科

工学部
授与学位：学士（工学）
- 工学科
  - 情報・システム分野
  - 電気・情報分野
  - 材料・化学分野
  - 土木・環境分野

農学部
授与学位：学士（農学）
- 食糧生産学科
- 生物環境学科
- 生命機能学科

### 研究科
- 法文学研究科
  - 総合法政策専攻
  - 人文科学専攻

- 教育学研究科
  - 教育実践高度化（教職大学院）
  - 教科教育専攻
  - 特別支援教育専攻
  - 学校臨床心理専攻

- 医学系研究科
  - 医学専攻
  - 看護学専攻

- 理工学研究科
  - 生産環境工学専攻
  - 物質生命工学専攻
  - 電子情報工学専攻
  - 数理物質科学専攻
  - 環境機能科学専攻

- 農学研究科
  - 食料生産学専攻
  - 生命機能学専攻
  - 生物環境学専攻

- 連合農学研究科（香川大学との共同設置による博士後期課程）
  - 生物資源生産学専攻
  - 生物資源利用学専攻
  - 生物環境保全学専攻
- 香川大学・愛媛大学連合法務研究科（別名「四国ロースクール」専門職学位課程、法科大学院）

#### 附属機関
- 教育・学生支援機構
  - 共通教育センター
  - 英語教育センター
  - アドミッションセンター
  - 学生支援センター
  - 教職総合センター
  - 教育企画室
- 社会連携推進機構
  - 産学連携推進センター
  - 知的財産センター
  - 地域創成研究センター
  - 防災情報研究センター
  - 南予水産研究センター
  - 植物工場研究センター
  - 紙産業イノベーションセンター
  - 地域協働センター西条
  - 社会連携企画室
- 先端研究推進支援機構
  - 沿岸環境科学研究センター (CMES)

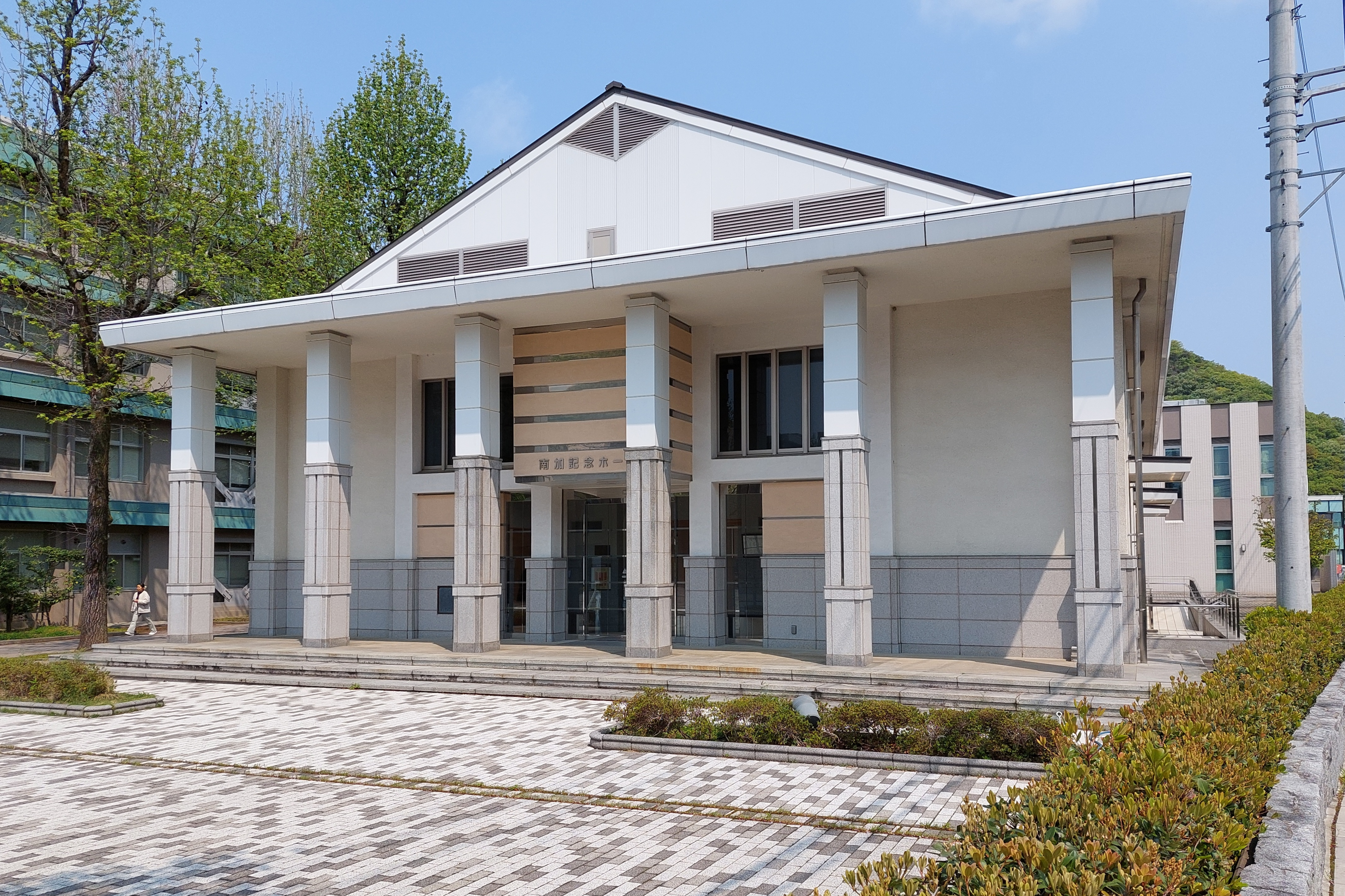
愛媛大学南加記念ホール

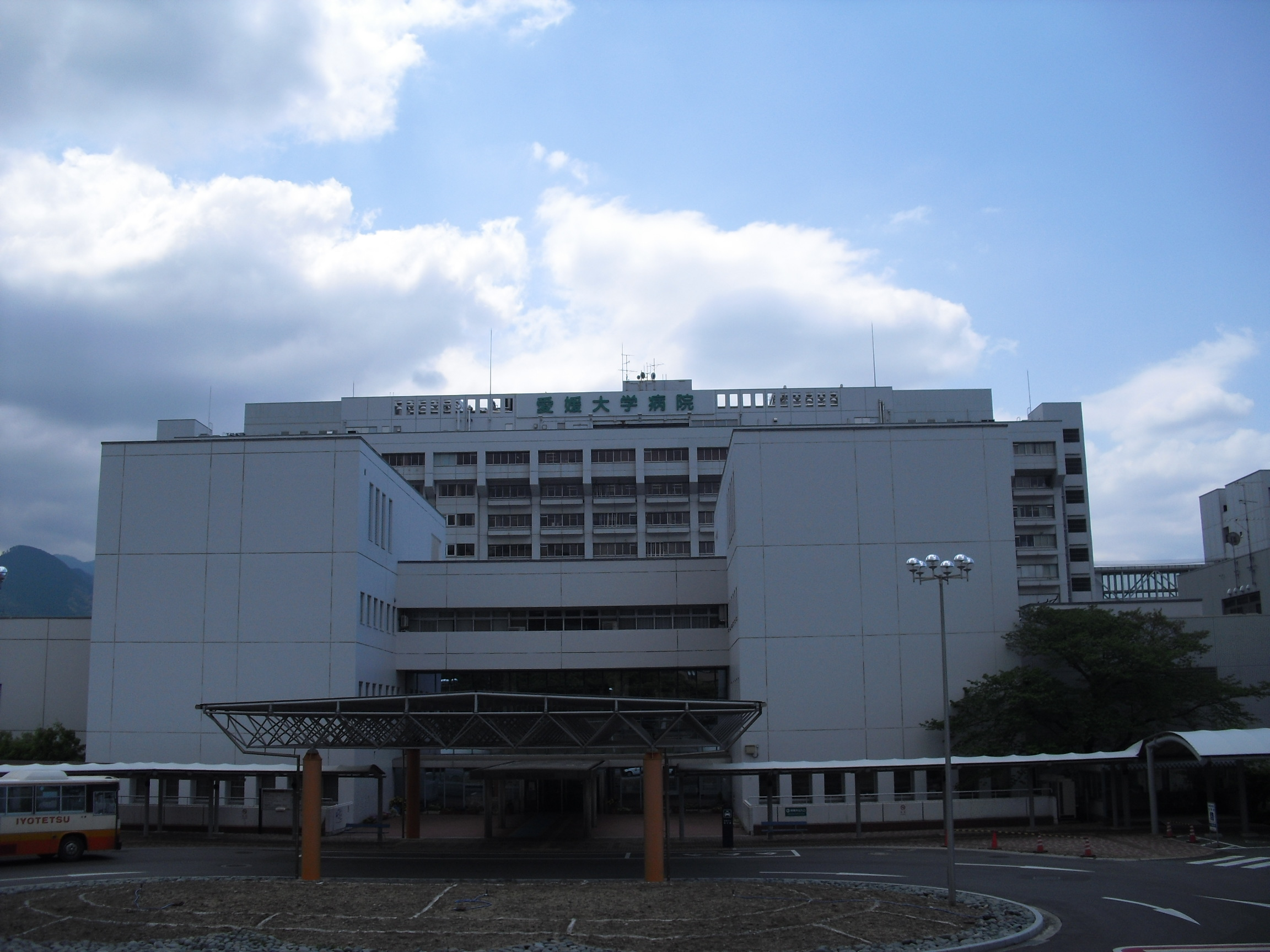
愛媛大学医学部附属病院

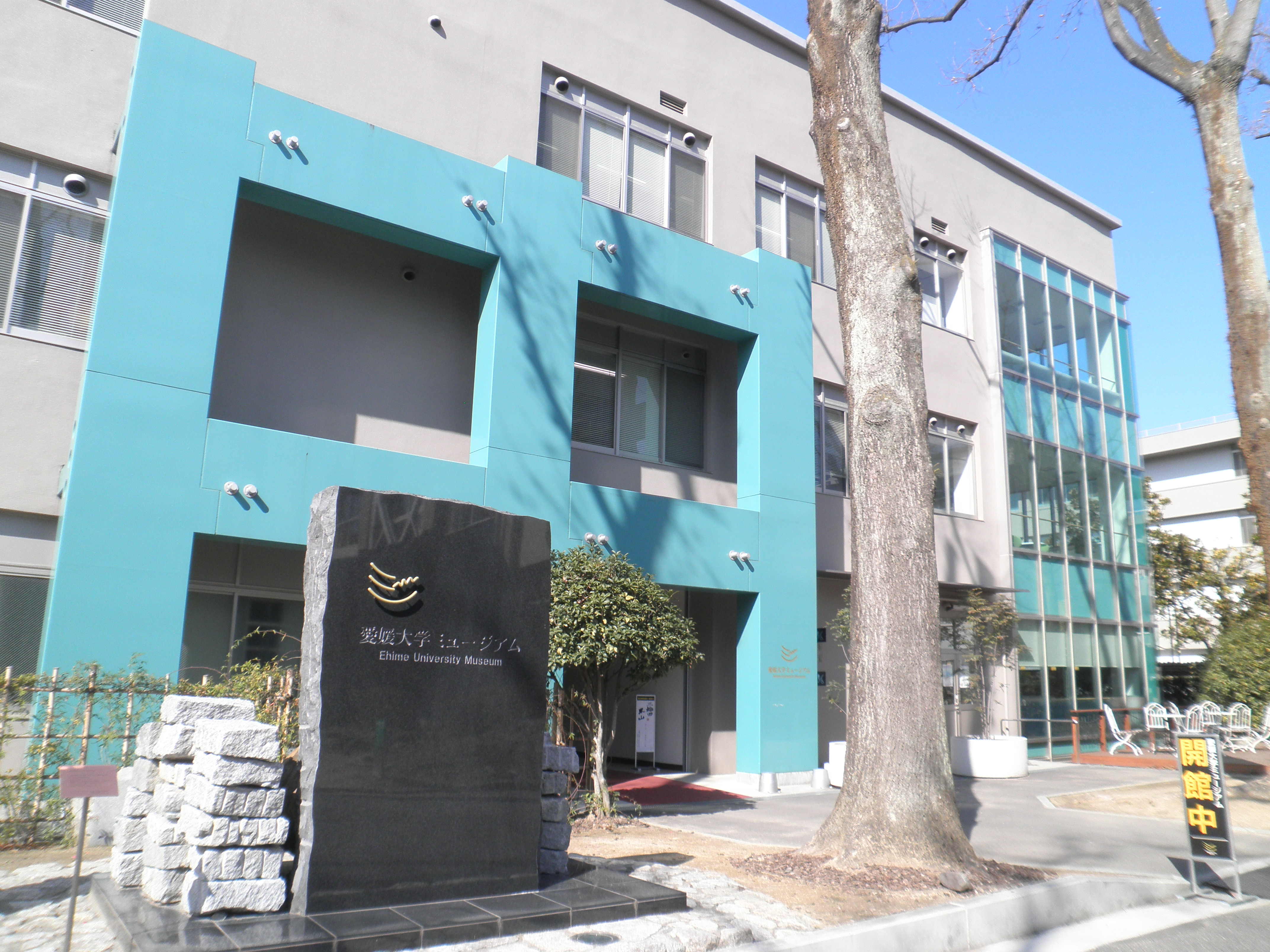
愛媛大学ミュージアム

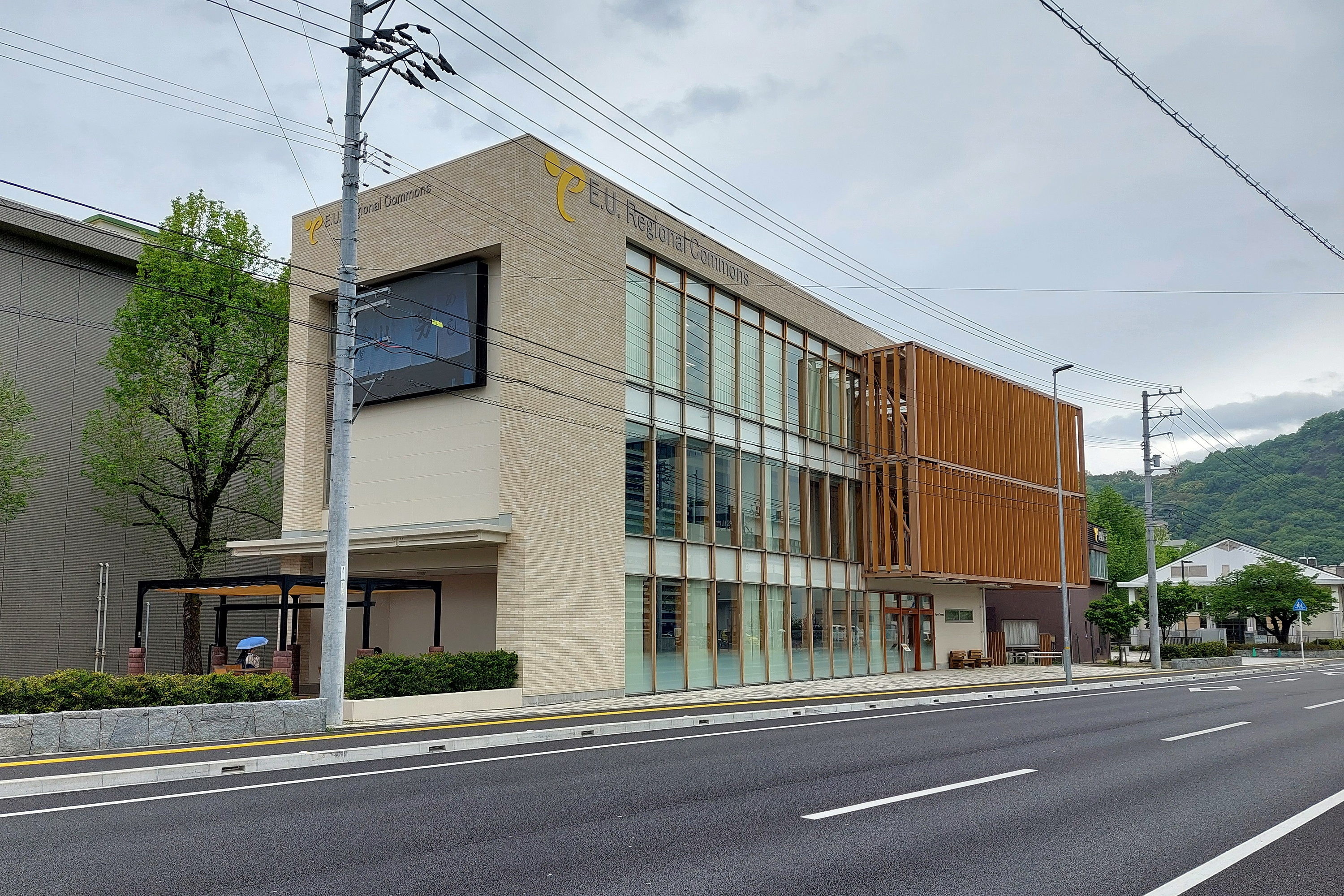
愛媛大学E.U. Regional Commons

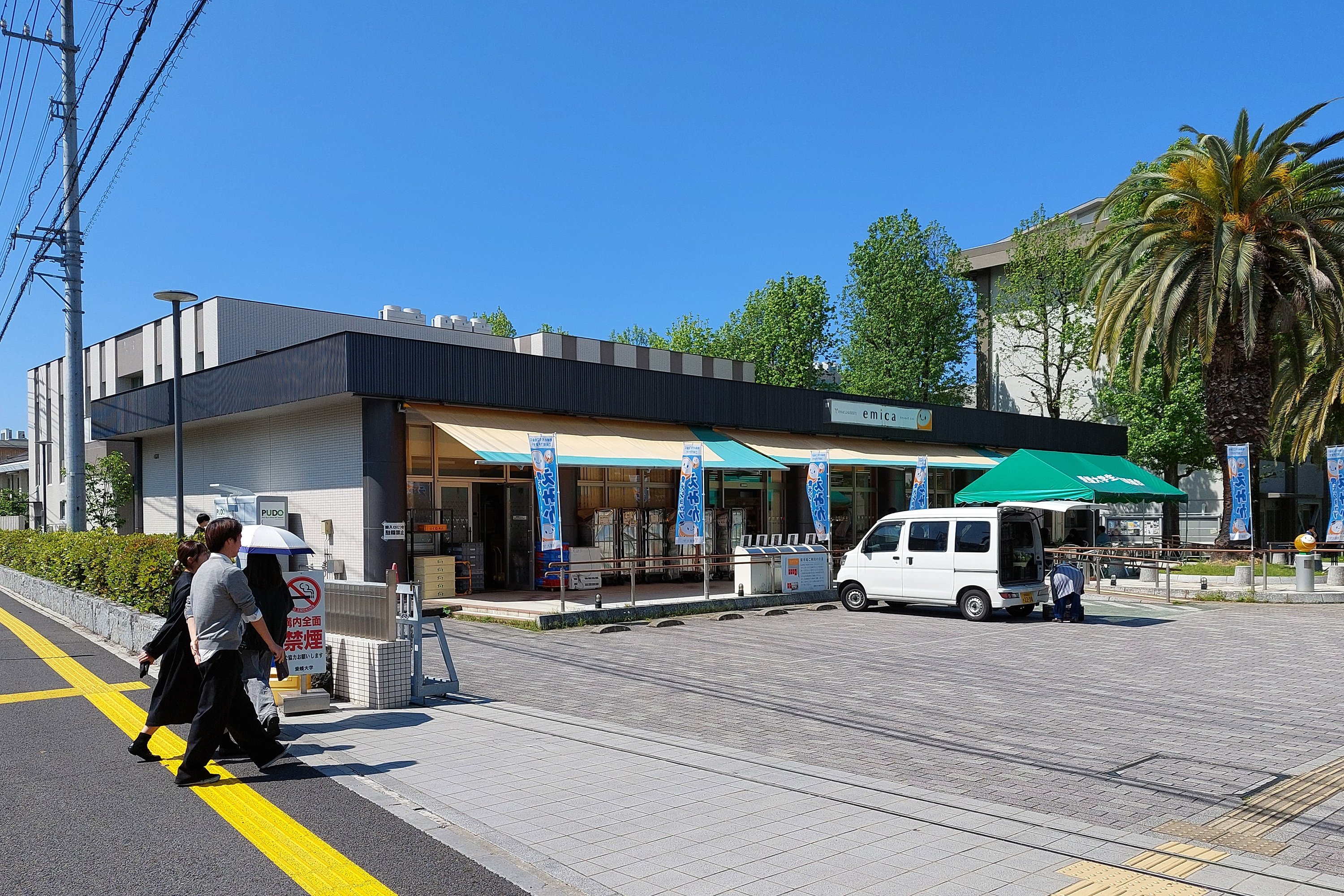
愛大ショップえみか

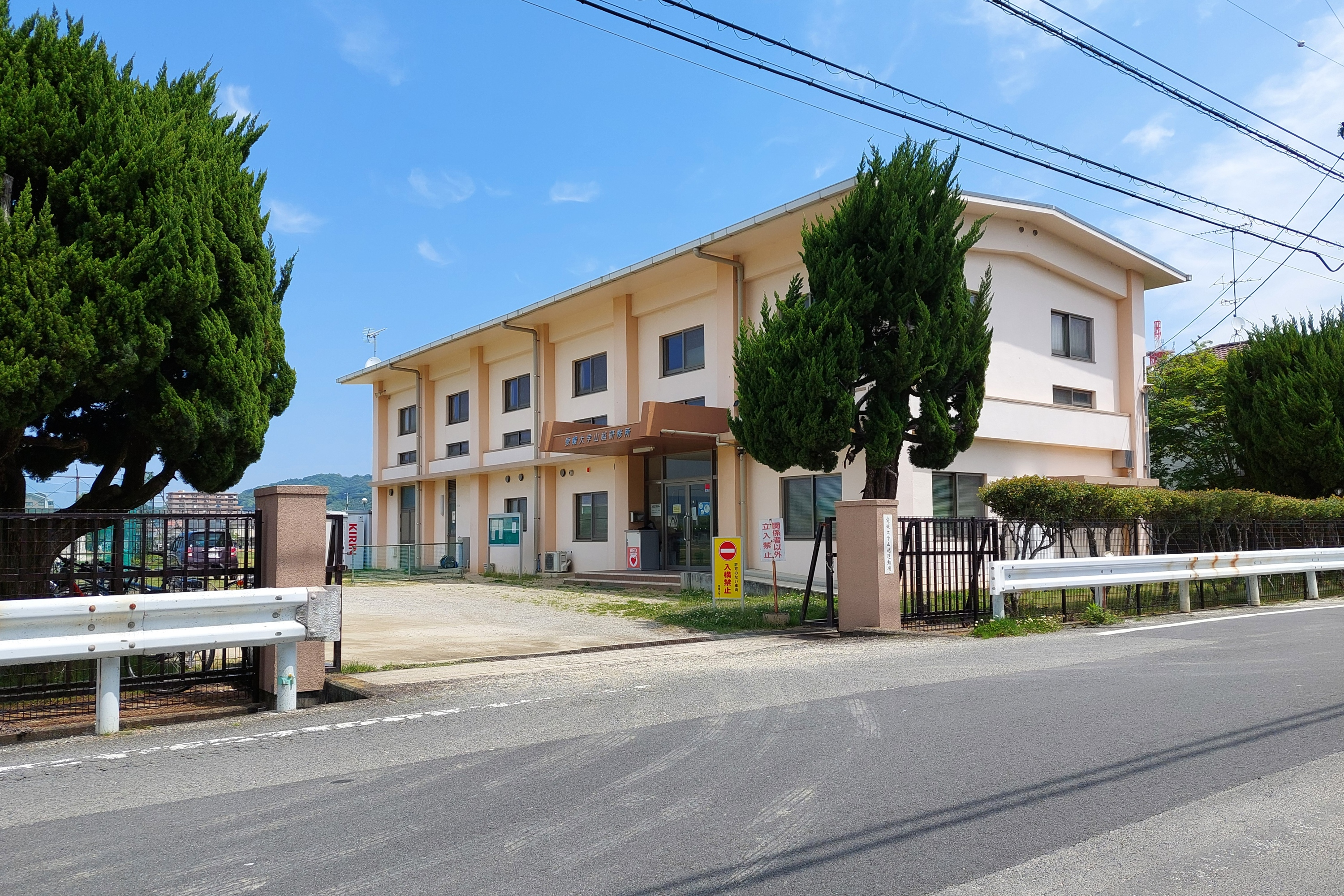
山越研修所

  - 地球深部ダイナミクス研究センター (GRC)
  - プロテオサイエンスセンター
  - 東アジア古代鉄文化研究センター
  - 宇宙進化研究センター
  - 学術支援センター
  - 総合情報メディアセンター
  - 埋蔵文化財調査室
  - 教育研究高度化支援室
  - 学術企画室
- 国際連携推進機構
  - 国際連携企画室
  - 国際教育支援センター
  - アジア・アフリカ交流センター
- 共同利用・共同研究拠点
  - 先進超高圧科学研究拠点
  - 愛媛大学化学汚染・沿岸環境研究拠点
- 学部附属機関
  - 法文学部
    - 附属四国遍路・世界の巡礼研究センター

  - 教育学部
    - 附属教育実践総合センター
    - 附属幼稚園
    - 附属小学校
    - 附属中学校
    - 附属特別支援学校

  - 医学部
    - 医学部附属病院
    - 附属総合医学教育センター
    - 附属手術手技研修センター
    - 附属Aiセンター
    - 附属看護実践教育研究サポートセンター
    - 附属国際化推進センター

  - 農学部
    - 附属農場
    - 附属演習林

  - 農学研究科
    - 附属環境先端技術センター
    - 附属食品健康科学研究センター
- その他
  - 附属高等学校
  - 図書館
    - 医学部分館
    - 農学部分館

  - 愛媛大学ミュージアム
  - 実験実習教育センター
  - 総合健康センター
  - 女性未来育成センター

## 附属学校
- 愛媛大学教育学部附属幼稚園
- 愛媛大学教育学部附属小学校
- 愛媛大学教育学部附属中学校
- 愛媛大学教育学部附属特別支援学校
- 愛媛大学附属高等学校 ※高等学校は大学本体に附属している。

## 対外関係

### 地方自治体との協定
- 連携協力協定
  - 今治市 - 2006年2月22日締結。
  - 宇和島市 - 2006年2月22日締結。
  - 大洲市 - 2017年2月13日締結[28]。
  - 西条市 - 2013年11月12日締結[29]
  - 四国中央市 - 2006年2月22日締結。
  - 西予市 - 2013年5月28日締結[30]。
  - 松山市 - 2007年7月24日締結[31]
  - 愛南町 - 2008年3月11日締結[32]。
  - 伊方町 - 2015年3月18日締結[33]
  - 内子町 - 2015年11月24日締結[34]
  - 上島町 - 2011年7月26日締結[35]
  - 鬼北町 - 2013年5月28日締結[30]。
  - 久万高原町 - 2017年11月20日締結[36]。
- その他協定
  - 今治市･今治市医師会（今治市の二次救急医療提供体制維持に関する協定）　 - 2018年3月28日締結[37]。
  - 西条市（地域消化器免疫医療学講座の設置についての協定） - 2016年3月29日締結[38]。
  - 松山市･愛媛県法人会連合会（データ利活用に関する連携協力協定） - 2018年3月26日締結[39]。

### 他大学との協定

#### 国内教育・研究交流
- 放送大学学園と単位互換協定を結んでおり、放送大学で取得した単位を卒業に要する単位として認定することができる[40]
- e-Knowledgeコンソーシアム四国（四国内の8つの国公私大が連携し、情報通信技術を活用して四国の人材の育成を目指す組織）
- 大学eラーニング協議会
- JICA（JICA研修員受入れに関する覚書）
- JICA四国（連携協力の推進に関する覚書）
- 国立環境研究所（教育･研究の連携･協力に関する協定）
- 徳島大学・鳴門教育大学・香川大学・高知大学 （四国地区大学間教育・研究交流協定）
- 山形大学・群馬大学・徳島大学・熊本大学（5大学間教育・研究の交流に関する協定）
- 島根大学・山口大学・高知大学（4大学間教育・研究交流協定）
- 鳥取大学･島根大学･岡山大学･広島大学･山口大学･徳島大学･鳴門教育大学･香川大学･高知大学（中国･四国地区の国立大学間連携による高等教育業務継続計画に関する協定）
- 愛媛県立医療技術大学･聖カタリナ大学･聖カタリナ大学短期大学部･松山東雲女子大学･松山東雲短期大学･松山大学･松山短期大学（中予地区大学間教学ネットワーク構成大学間における協同授業に関する協定）
- 今治明徳短期大学･聖カタリナ大学･聖カタリナ大学短期大学部･松山東雲女子大学･松山東雲短期大学（大学教育再生戦略費「地（知）の拠点大学による地域創生推進事業」に係る愛媛県内就職･定住の促進プログラムに関する協定）
- 岡山理科大学（包括的連携･協力に関する協定）
- 東京農工大学（特別研究学生交流に関する協定）
- 放送大学（単位互換に関する協定）
- 松山大学（単位互換に関する協定）
- 松山東雲女子大学（単位互換に関する協定）
- 松山短期大学（単位互換に関する協定）

#### 国際交流協定校
大学間協定
 アメリカ合衆国
- ワシントン大学バセル校（ワシントン州）
- カリフォルニア大学デービス校（カルフォルニア州）
- カレッジ・オブ・レイク・カウンティ（イリノイ州）
- ルイジアナ大学モンロー校（ルイジアナ州）
- カリフォルニア州立大学サクラメント校
- ジョリエット・ジュニア・カレッジ（イリノイ州）

 イギリス
- エセックス大学

 ドイツ
- フライブルク大学

 フランス
- ブルゴーニュ大学
- トゥールーズ第3ポール・サバティエ大学

 イタリア
- ローマ・トル・ヴェルガータ大学

 スイス
- ローザンヌ大学

 ルーマニア
- バベシュ・ボヤイ大学
- ブカレスト大学

 ロシア
- オレンブルク大学

 トルコ
- チャナッカレ3月18日大学

 中国
- 中国人民大学（北京市）
- 長江大学（湖北省）
- 西南大学（重慶市）
- 遼寧師範大学（遼寧省・大連市）
- 内蒙古農業大学（内蒙古自治区）
- 武漢大学（湖北省・武漢市）
- 浙江工商大学（浙江省・杭州市）
- 長江大学（湖北省）
- 西南大学（重慶市）
- 韓山師範学院（広東省）
- 中央民族大学（北京市）
- 首都経済貿易大学（北京市）
- 四川大学（四川省）
- 桂林理工大学（広西チワン族自治区）
- 天津外国語大学　(天津市)
- 吉林大学（吉林省）
- 常州大学 (江蘇省)
- 西安交通大学（陝西省）
- 大連医科大学（遼寧省・大連市）

 韓国
- 蔚山大学校
- 韓瑞大学校
- 全州大学校
- 光州大学校
- 忠南大学校
- 全北大学校

 台湾（中華民国）
- 国立高雄大学（高雄市）
- 国立高雄応用科技大学（高雄市）
- 国立高雄第一科技大学（高雄市）
- 国立政治大学（台北市）
- 義守大学（高雄市）
- 開南大学(桃園市)

 インドネシア
- ボゴール農科大学（西ジャワ州）
- ガジャ・マダ大学（ジョグジャカルタ特別州）
- バンドン工科大学（西ジャワ州）
- ハサヌディン大学（南スラウェシ州）
- ゴロンタロ大学（ゴロンタロ州）
- インドネシア共和国南スラウェシ州政府

 マレーシア
- マラヤ大学

 タイ
- メチョー大学
- パンヤーピワット経営大学

 ミャンマー
- パテイン大学
- タンリン工科大学
- ミャンマー海事大学
- モービー工科大学

 ネパール
- プルバンチャル大学
- トリブバン大学工学校、医学校
- カトマンズ大学
- ネパール工科大学

 モザンビーク
- ルリオ大学

 ブラジル
- カンピナグランデ大学
- パライバ大学

 アルゼンチン
- ブエノスアイレス大学

部局間協定
- 香港大学現代言語及文化学院（中国） 法文学部
- ジャワハルラール・ネルー大学（インド） 法文学部
- 連合王国INTOマンチェスター（イギリス） 法文学部
- フィリピン大学教育学部（フィリピン） 教育学部
- 復旦大学高等教育研究所（中国） 教育学部
- 順天郷大学校人文科学部（韓国） 教育学部
- ルンド大学理学部（スウェーデン） 理学部
- マルタ大学理学部（マルタ） 理学部
- 清華大学理学院（中国） 理学部
- オッフェンブルク工科大学（ドイツ） 工学部
- 国立交通大学理学院（台湾）　工学部
- ハノイ科学技術大学工業物理研究所（ベトナム） 工学部
- パジャジャラン大学医学部（インドネシア） 工学部
- ベトナム国家大学科学大学（ベトナム） 理工学研究科
- 韓国交通大学校工科大学（韓国） 理工学研究科
- デ・ラ・サール大学理学部（フィリピン） 理工学研究科
- オーフス大学医学部（デンマーク） 医学部
- 泰山医学院（中国）　医学部
- 中国医科大学（中国） 医学部
- 廣東医学院（中国）　医学部
- 高雄医学大学（台湾） 医学部
- シェラバングラ農科大学（バングラデシュ） 農学部
- インドネシア科学院（インドネシア） 連合農学研究科
- カリフォルニア大学アーバイン校（カリフォルニア大学協議会）（アメリカ）教育・学生支援機構
- ワシントン大学シアトル校エデュケーショナル・アウトリーチ（アメリカ）教育・学生支援機構
- ブリティッシュコロンビア大学ELI（カナダ）教育・学生支援機構
- バンガー大学日本研究所（イギリス）教育・学生支援機構
- オークランド大学（ニュージーランド）教育・学生支援機構
- アヴェイロ大学環境海洋科学研究センター（ポルトガル）　沿岸環境科学研究センター
- インドネシア技術評価応用庁海洋調査技術研究センター（インドネシア） 沿岸環境科学研究センター
- ベトナム国家大学科学大学環境技術開発研究センター（ベトナム） 沿岸環境科学研究センター
- ノン・ラム大学生物工学環境研究所（ベトナム） 沿岸環境科学研究センター
- 国立全南大学水産科学研究所（韓国） 沿岸環境科学研究センター
- キョンヒ大学校理学部生物学科（韓国） 沿岸環境科学研究センター
- 国立台湾海洋大学海洋生物科学工学環境生態研究センター（台湾） 沿岸環境科学研究センター
- 国立成功大学永続環境科技研究センター（台湾） 沿岸環境科学研究センター
- 国立成功大学地球科学研究所（台湾） 地球深部ダイナミクス研究センター
- ストーニーブルック大学鉱物物性研究施設（アメリカ・ニューヨーク州） 地球深部ダイナミクス研究センター
- シカゴ大学地球科学放射光コンソーシアム（アメリカ・イリノイ州） 地球深部ダイナミクス研究センター
- モスクワ大学地質学部（ロシア） 地球深部ダイナミクス研究センター
- バイロイト大学バイエルン地球科学研究所（ドイツ） 地球深部ダイナミクス研究センター
- エコールノルマル高等教育研究機関地質学研究施設（フランス） 地球深部ダイナミクス研究センター
- 中国地質大学地質形成・鉱産資源国家重点実験室（中国） 地球深部ダイナミクス研究センター
- オーストラリア国立大学地球科学研究所（オーストラリア） 地球深部ダイナミクス研究センター
- マヒドン大学熱帯医学部（タイ） プロテオサイエンスセンター
- ブラパ大学（タイ）　プロテオサイエンスセンター
- ハカス国立言語・文学・歴史研究所（ロシア） 東アジア古代鉄文化研究センター
- カラガンダ国立大学歴史学部（カザフスタン） 東アジア古代鉄文化研究センター
- 河南省文物考古研究所（中国） 東アジア古代鉄文化研究センター

### 小中学校･高等学校等の協定
- 愛媛県立松山南高等学校（スーパーサイエンスハイスクール）[41]
- 新居浜工業高等専門学校（教育研究連携協力に関する協定） - 2005年2月2日締結[42]。

### その他機関･団体との協定
- 井関農機
- 伊予銀行
- 愛媛銀行
- 愛媛県経済同友会
- 愛媛県商工会議所連合会（連携に関する協定） - 2016年9月20日締結[43]。
- 愛媛県中小企業家同友会（連携に関する協定） - 2017年1月11日締結[44]。
- 愛媛県法人会連合会･松山市
- 愛媛新聞社
- 愛媛信用金庫（連携協力協定） - 2007年4月12日締結[45]。
- 四国森林管理局（連携協力協定） - 2014年6月23日締結[46]。
- 四国総合研究所
- 四国総合通信局（大規模災害時における連携協力協定） - 2017年3月27日締結[47]。
- 四国旅客鉄道（連携協力に関する協定） - 2017年9月11日締結[48]。
- ダイキ
- 東レ愛媛工場
- 西日本高速道路四国支社
- 三浦工業
- ノバルティスファーマ株式会社 (産官学連携協定) -2020年7月28日締結[49]。

## 不祥事
- 2013年8月、同学の女性准教授が松山市内のホテルに侵入して朝食バイキングを無銭飲食（食い逃げ）したとして逮捕された[50]。
- 2019年6月と9月頃、理学部の研究員（有期契約職員）が在職中に理学部研究室で管理していた卒業生名簿のうち、計104人分の住所や氏名を議員の事務所と別の議員の後援会に紙媒体で提供した。発覚後に職員から辞職の申し出があり、2020年3月に退職した。大学側は「管理が不十分だった」と謝罪し、停職1カ月の懲戒処分相当と決定。1カ月分の給与を自主返納するよう求めている。議員の氏名など詳細については一切明らかにしていない[51]。

## その他
- 2017年から社会共創学部と伊予銀行が主催で、全国の高校生が対象の「社会共創コンテスト」が始まった[52]。